# 松本建工
松本建工株式会社（まつもとけんこう、Matsumoto Kenko Co., Ltd.）は、北海道札幌市東区北42条東15丁目1番1号MKSビルに本社を置いていた建設会社である。

## 沿革
- 1970年 札幌市東区において建築請負業を個人創業
- 1974年 松本建工株式会社を設立
- 1985年 FP工法が完成し販売開始
- 1987年 フィンランド最大の建設会社YIT社と技術交流を開始
- 1995年 日本証券業協会に株式を店頭登録
- 1998年 本社新社屋完成（札幌市東区北42条東15丁目1番1号MKSビル）
- 2008年12月15日 札幌地方裁判所へ民事再生法適用を申請
- 2009年1月28日 FP事業と注文住宅事業(松建ホーム)をニチハへ事業譲渡する契約に締結
- 2009年3月5日 受け皿となるニチハ全額出資子会社「株式会社FPコーポレーション」が設立し、FP事業と注文住宅事業事業（松建ホーム）を事業譲渡
- 2009年4月 松建ホームで建築した住宅のアフターメンテナンスを請け負っていた松建ホームテック株式会社がFPコーポレーション全額出資子会社として「株式会社エコロホームテック」に社名変更。引き続き松建ホームで建築した住宅のアフターメンテナンスを継承
- 2009年10月 FPコーポレーションが注文住宅事業（旧松建ホーム）をエコロホームテックに事業譲渡し、エコロホームテック改め、総合住宅会社「株式会社FPホーム」と社名変更し、松建ホームの行っていたFPの家の住宅建築、アフターメンテナンスを継承
- 2023年4月 登記記録閉鎖・清算決了。

## 関連企業
- 松建ホームテック（株）
- 松建不動産流通（株）
- （株）テックハウジングジャパン
- マクロホーム（株）
- MKファイナンス（株）